# پخش کننده رسانه دیجیتال

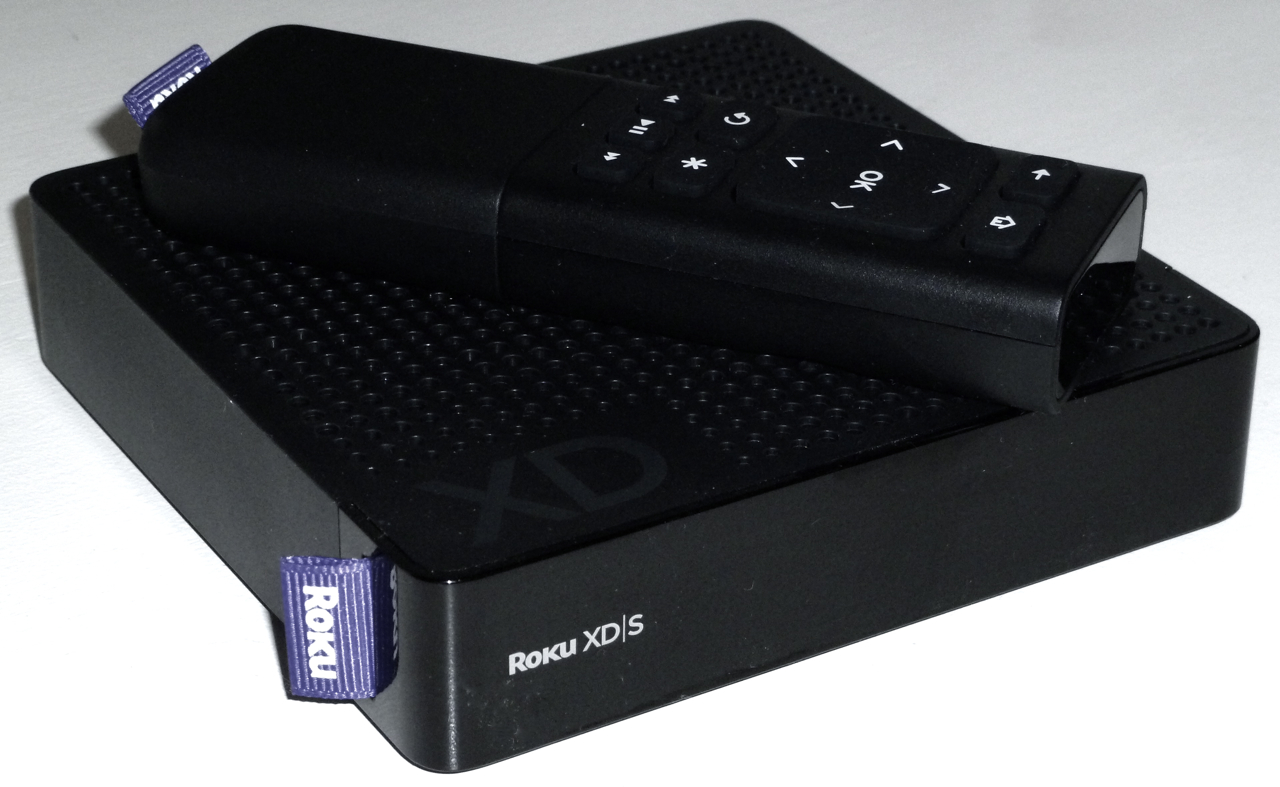
Roku یک برند محبوب پخش کننده رسانه دیجیتال است

پخش‌کننده رسانه دیجیتال (به انگلیسی: digital media player) (همچنین گاهی اوقات به عنوان دستگاه استریم نیز شناخته می‌شود)  نوعی دستگاه الکترونیکی مصرفی است که برای ذخیره، پخش یا مشاهده محتوای رسانه دیجیتال طراحی شده است. آن‌ها معمولاً برای ادغام در پیکربندی سینمای خانگی و اتصال به تلویزیون و یا گیرنده ای‌وی طراحی شده‌اند.